# Faramea monantha
Faramea monantha är en måreväxtart som beskrevs av Johannes Müller Argoviensis. Faramea monantha ingår i släktet Faramea och familjen måreväxter. Inga underarter finns listade i Catalogue of Life.